# سفارت ترکیه در توکیو
سفارت ترکیه در توکیو (به لاتین: Embassy of Turkey) یک سفارت در ژاپن است که در شیبویا-کو، توکیو واقع شده‌است.